# Rubus frondisentis
Rubus frondisentis är en rosväxtart som beskrevs av Blanchard. Rubus frondisentis ingår i släktet rubusar, och familjen rosväxter. Inga underarter finns listade i Catalogue of Life.